# Fiat Punto I
Pour les articles homonymes, voir Fiat Punto.
La Fiat Punto est un modèle automobile du constructeur italien Fiat fabriqué de 1993 à 1999.
En 1995, elle est élue Voiture européenne de l'année, onze ans après la Fiat Uno qu'elle remplace.

## Fiat Punto I (1993-1999)

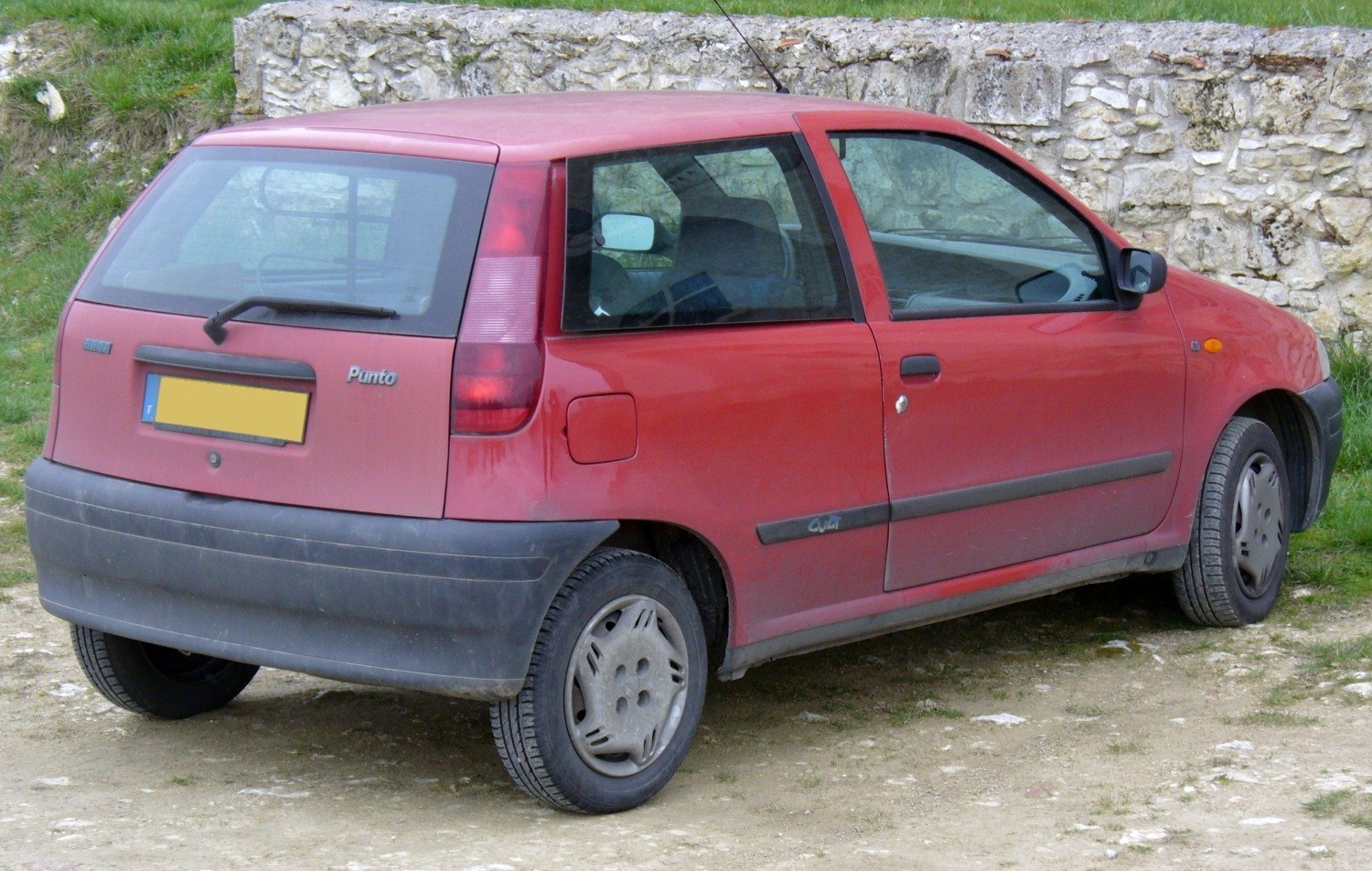
Fiat Punto Cult, 1ère génération, (Vue arrière).

Présentée au Salon automobile de Francfort, en septembre 1993, elle entra directement dans le cercle restreint des voitures qui marquent leur époque grâce à un succès commercial foudroyant. Même les espoirs les plus optimistes de la direction commerciale de Fiat Auto étaient dépassés. Dessinée par G. Giugiaro, la Fiat Punto avait la lourde tâche de remplacer une autre voiture mythique, la Fiat Uno, reine du classement des voitures les plus vendues en Europe pendant 5 ans du haut de ses 6 300 000 exemplaires fabriqués.
L'accueil de la critique spécialisée fut unanimement favorable et elle reçut le prix de l'Auto de l'Année en 1995.
Disponible en 31 versions et 14 teintes différentes, elle se présentait en carrosseries 3 et 5 portes, sportive GT et Cabriolet avec 3 niveaux de finition, 4 motorisations essence et 2 diesel, boîtes de vitesses mécaniques à 5 et 6 rapports ou automatique.
Pour la première fois une voiture de petit gabarit était aussi bien finie qu'une grande berline et pouvait recevoir des équipements dignes de voitures de gamme nettement supérieure, comme la direction à assistance variable, les vitres électriques teintées, le compte-tours, un thermomètre d'eau, la fermeture automatique des portes, un autoradio, l'ABS, des coussins gonflables de sécurité (« Airbags ») et l'air conditionné de série.
La plate-forme de la Fiat Punto avait reçu une attention particulière de la part des concepteurs car elle devait pouvoir être adaptée, sans grosses modifications, à d'autres voitures et, de ce fait, avait une raideur torsionnelle exceptionnelle. Aucune voiture avant la Punto n'avait jamais été conçue pour recevoir des motorisations aussi variées et pouvant aller de 50 à 140 ch. Cette base était tellement fiable qu'elle servit à la Fiat Barchetta Spyder.
Le succès de la Fiat Punto a été tel que ses cadences de fabrication dépassèrent les 3 500 exemplaires par jour.

### Versions de la Punto année-modèle 1993
- Punto 55 - 1 108 cm³ Fire, SPI, 8v, 54 ch (aussi en version 6-Speed, Team, ED) vitesse de pointe 160 km/h
- Punto 60 - 1 242 cm³ Fire, SPI, 8v, 60 ch (aussi en version Selecta automatique CVT)
- Punto 75 - 1 242 cm³ Fire, MPI, 8v, 75 ch
- Punto 90 - 1 598 cm³ MPI, 8v, 88 ch (aussi en version Sporting)
- Punto GT - 1 372 cm³ Turbo, MPI, 8v, 136 ch (dérivée de la Fiat Uno Turbo de 118 ch)
- Punto D - 1 697 cm³ diesel atmosphérique, 57 ch
- Punto TD - 1 697 cm³ turbo-diesel sans échangeur, 71 ch

### Versions de la Punto année-modèle 1997
En 1997, la Fiat Punto bénéficia d'un léger restylage touchant principalement à la finition intérieure. Les mécaniques furent modifiées avec l'apparition du moteur FIRE à 16 soupapes de 1 242 cm3, qui se distinguera jusqu'en 2006 par sa consommation très basse. Celle-ci lui permet par ailleurs de respecter les normes Euro 4.
La version GT passa de 136 (133 ch en Belgique) à 130 ch sous le régime des normes Euro 3 et la version D atmosphérique fut abandonnée. La version TD fut alors déclinée avec 2 niveaux de puissance.
- Punto 55 - 1 108 cm3 Fire, SPI, 8v, 54 ch (aussi en version 6-Speed, Team, ED)
- Punto 60 - 1 242 cm3 Fire, SPI, 8v, 60 ch
- Punto 75 - 1 242 cm3 Fire MPI, 8v, 75 ch (le moteur le plus vendu. versions spéciales HSD)
- Punto 85 16v - 1 242 cm3 Fire MPI, 16v, 86 ch
- Punto GT - 1 372 cm3 Turbo, MPI, 8v, 130 ch - passage de 6cv à 8cv
- Punto TD60 - 1 697 cm3 turbo-diesel, 63 ch
- Punto TD70 - 1 697 cm3 turbo-diesel sans échangeur, 69 ch

## Fiat Punto Cabrio

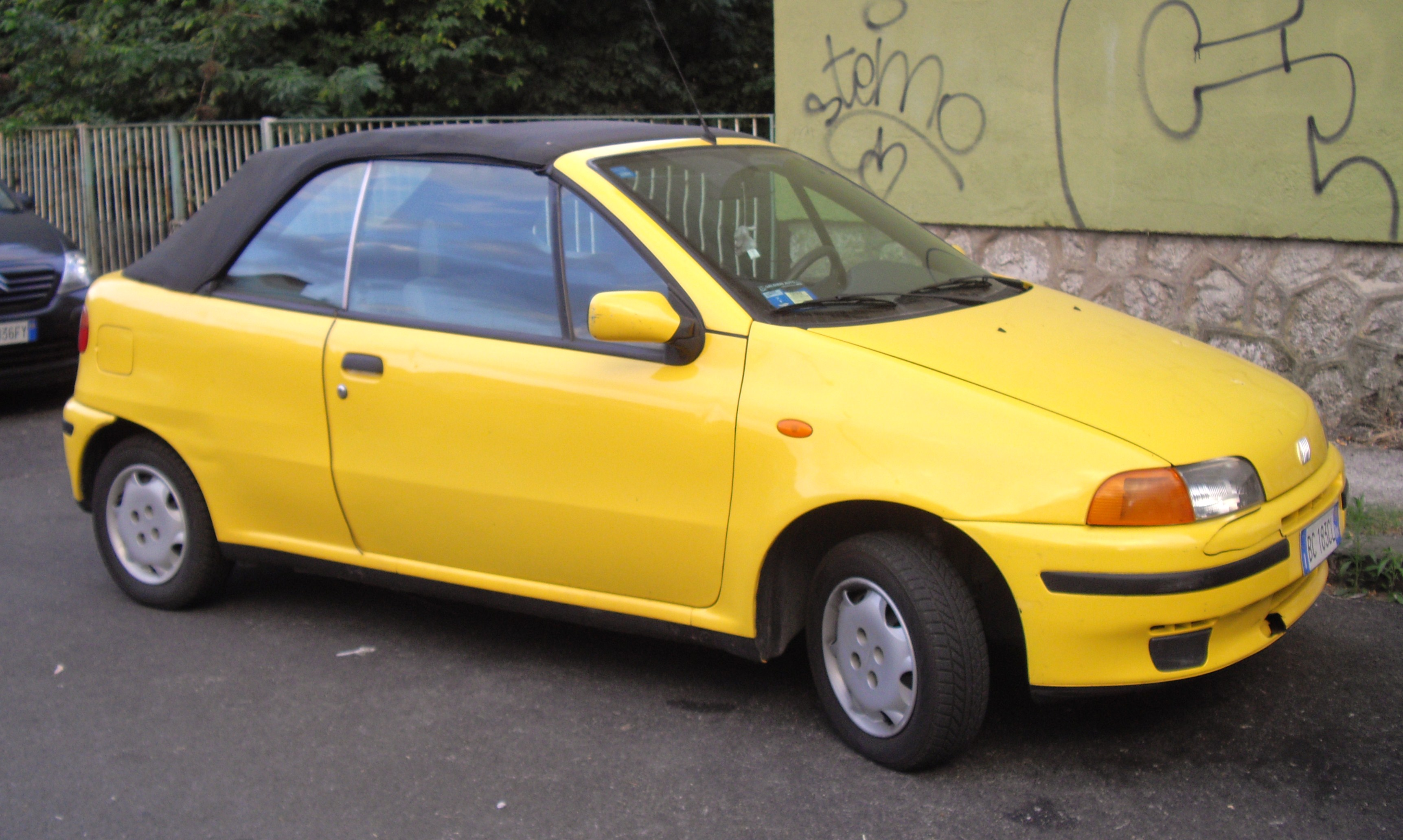
Fiat Punto Cabrio Bertone vue avant

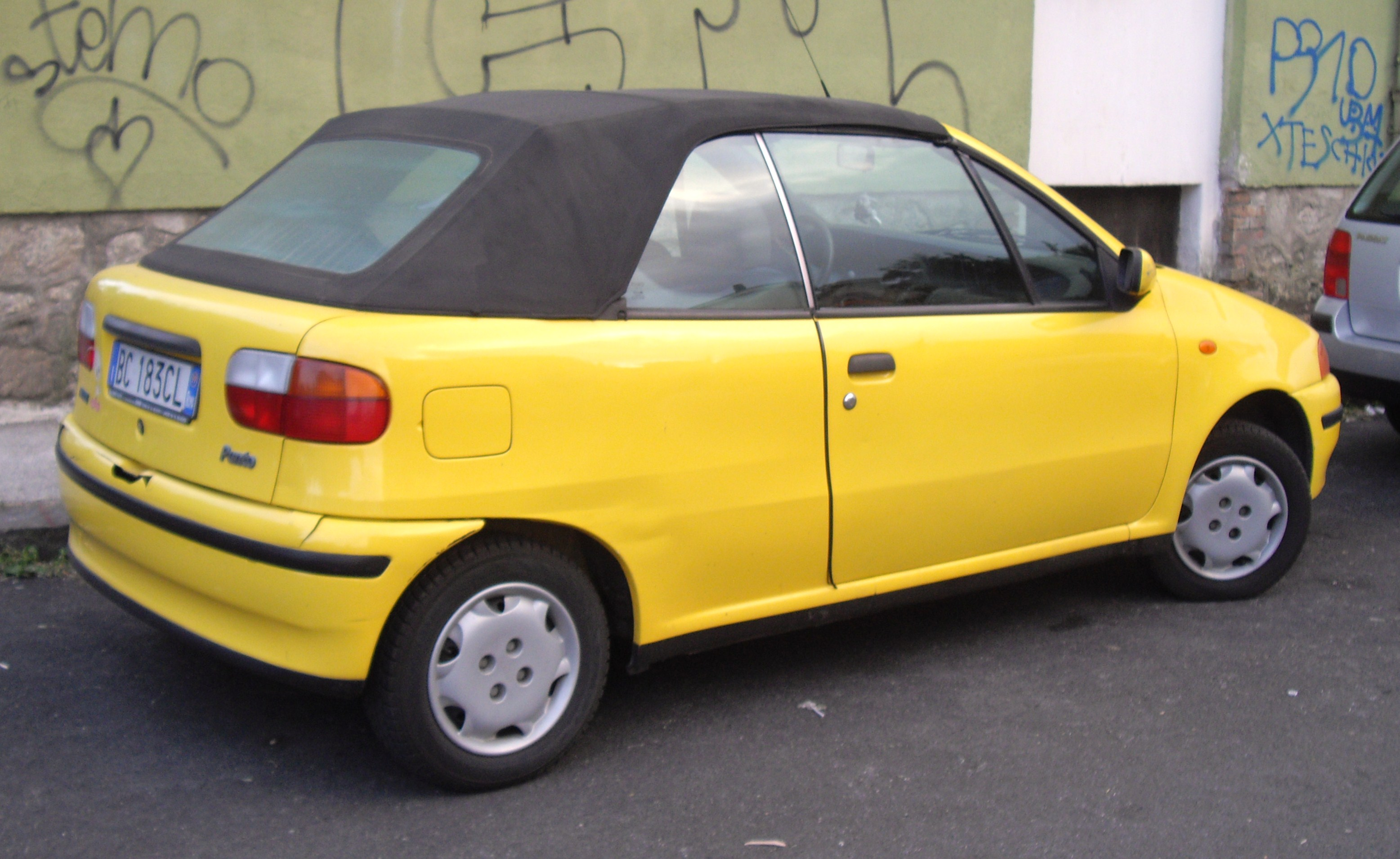
Fiat Punto Cabrio Bertone vue arrière

En avril 1994 Fiat lance la Punto Cabrio, version découverte de la voiture, dessinée et fabriquée par Bertone dans son usine de Grugliasco, dans la banlieue de Turin. Le modèle reprenait la base de la berline deux portes. Bertone avait du modifier la partie arrière et les feux. Elle pouvait recevoir deux moteurs essence 1,2 et 1,6 litre, comme la berline de base, développant 60 Ch sur le modèle 60S et 88 Ch DIN sur la 90ELX. Elle fut commercialisée dans le réseau Fiat à partir de juin 1994 et son succès fut aussi rapide que la berline avec plus de 12.000 exemplaires commandés durant l'été dans toute l'Europe.